# Antony (pilote)
Pour les articles homonymes, voir Antony (homonymie).

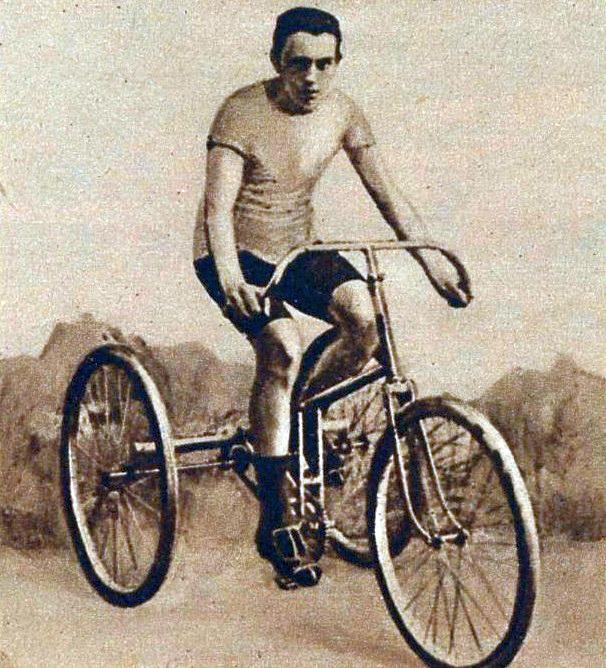
Antony, recordman mondial du kilomètre lancé sur tricycle (vers 1890).

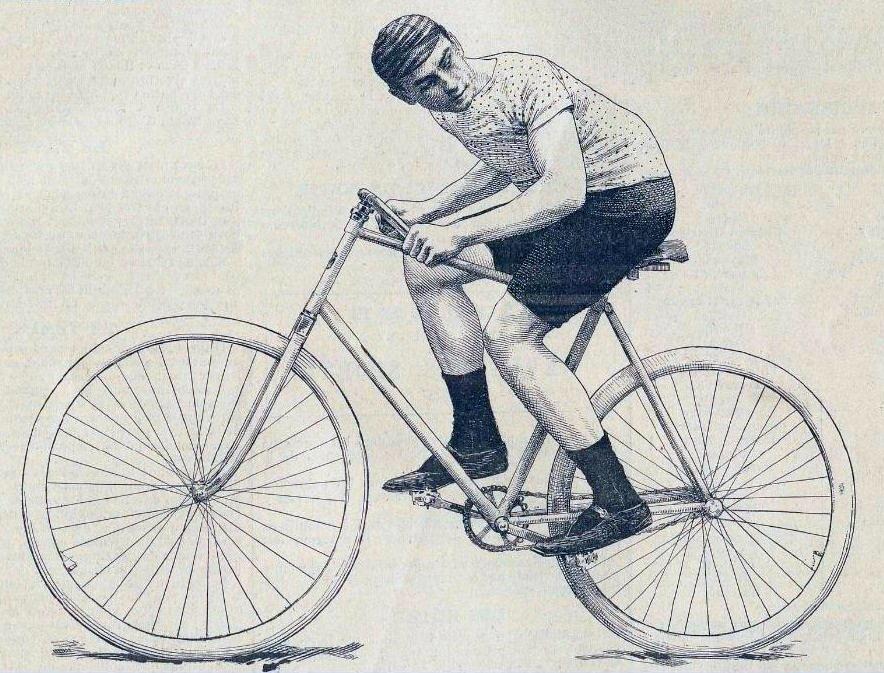
Antony champion de France amateurs en 1892.

"Antony", de son véritable nom Henri Robert Debray,, né le 3 février 1873 à Paris (8e arr.) et décédé le 7 février 1949 également dans la capitale (16e arr.), est un ancien coureur cycliste pistard et coureur automobile.

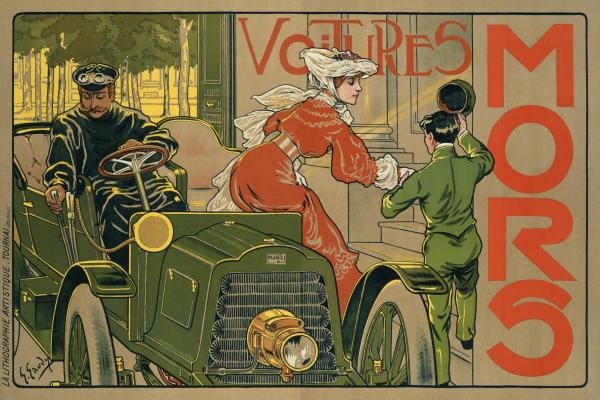
Publicité Mors des années 1900.

## Biographie
Diversement classés entre 1886 et 1894 sur les podiums du championnat de France de vitesse et du championnat de France de demi-fond de cyclisme sur piste, Henri Debray -devenu précocement "Antony" sur les pistes, Fernand Charron, Henri Béconnais et Maurice Farman, du fait sans doute de la certitude de la rapidité de leurs réflexes, vont devenir rapidement tous les quatre des pilotes automobiles renommés, déjà habitués à se côtoyer lors de compétitions.
Antony obtient en 1888 la première licence octroyée pour pouvoir conduire un « véhicule propulsé par un mécanisme motorisé ».
Son premier résultat significatif en sport automobile, alors naissant, est obtenu dix années plus tard, avec une dixième place lors du Paris-Amsterdam-Paris de 1898, sur une voiture Peugeot équipée de pneumatiques Michelin.
(Nota Bene: encore plus de vingt années plus tard, en 1921, un certain "Antony" se signalera aussi -de façon isolée- en terminant troisième du premier Grand Prix de Boulogne Voiturettes, sur une Corre La Licorne cette fois tout en participant à plusieurs reprises aux Circuit des Routes Pavées entre 1926 et 1931 sur des voitures portant son nom, et plus tardivement encore le monde motocycliste comptera dans ses rangs Claude Vigreux, dit lui aussi "Antony", pilote de Kreidler 50 cm3, de Morini 250 cm3, et de Velocette 500 cm3. "Antony" ne doit pas être confondu avec un autre Henri Debray, qui participe à la première Coupe aéronautique Gordon Bennett, en 1906 à Paris, ce nom -seul- réapparaissant lors des éditions 1922 et 1923 de l'épreuve.)

## Palmarès

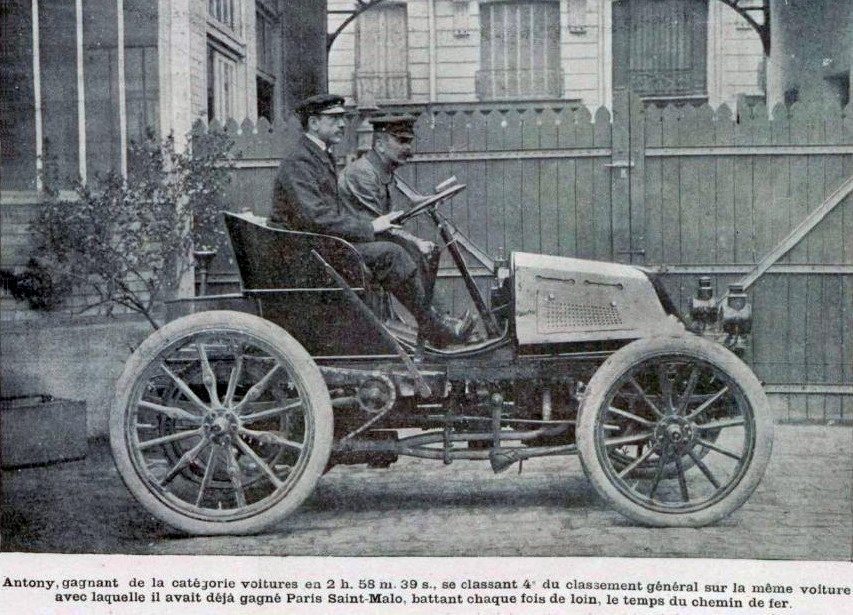
Antony, vainqueur de la catégorie automobile de Paris-Trouville en 1899, sur Mors.

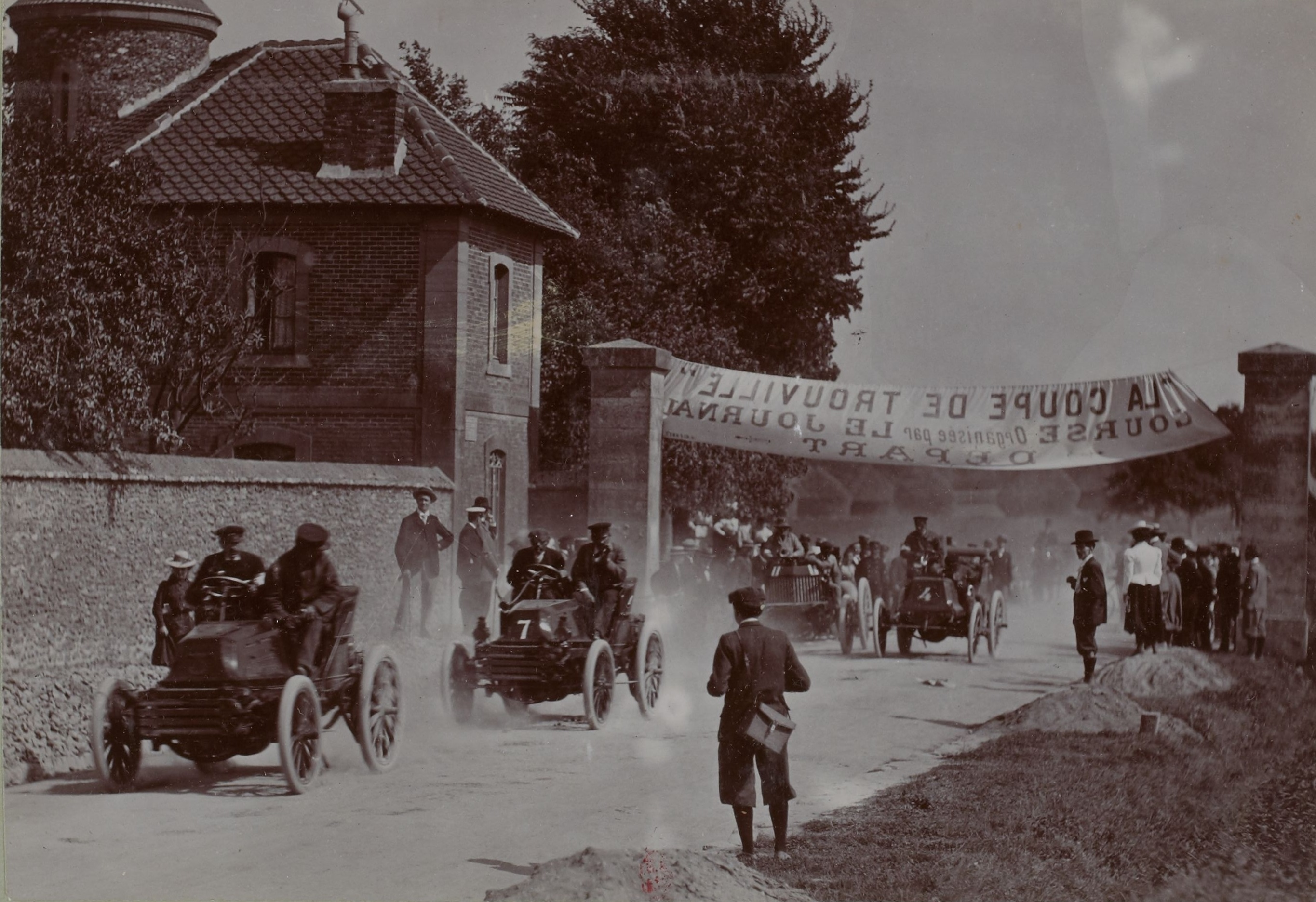
Antony en tête devant Levegh au départ du Paris-Trouville 1899.

### Cycliste
- Champion de France amateurs en 1892[8];
- Vice-champion de France de vitesse sur piste, en 1893;
- 3e du championnat de  France de vitesse sur piste, en 1892 et 1894.

(Nota Bene: coureur participant encore au Grand Prix de la ville de Paris en 1897.)
- Tricycle : recordman mondial du kilomètre lancé, en 1 minute 28 secondes (vers 1890)[10].
- Le 25 janvier 1894, au vélodrome d'hiver, il gagne un match de tandem mixte associée à Renée Debatz vs. Mme Bizet-Henri Rudeaux[11],[12].

### Automobile
(résultats tous acquis sur voitures Mors)
- Paris-Saint-Malo en 1899[13] ;
- Paris-Trouville en 1899 (deuxième édition, après celle de 1897);
- deuxième étape Aachen-Hanovre de la course Paris-Berlin en 1901 (avant d'abandonner)[14];
  - 2e de Bordeaux-Biarritz en 1899;
  - 3e de Bruxelles-Spa en 1898[15];
  - 6e de Paris-Toulouse-Paris en 1900[16], et alors médaille de bronze de l'ACF (>40 km/h) dans le cadre de l'Exposition universelle de Paris[17].